# 북악중학교
북악중학교(北岳中學校)는 대한민국 서울특별시 성북구 정릉동에 있는 공립 중학교이다.

## 학교 연혁
- 1984년 1월 10일 : 북악중학교 설립 인가
- 1984년 3월 1일 : 초대 유대준 교장 취임
- 1984년 3월 3일 : 입학식(남자 6학급 420명, 여자 4학급 268명)
- 1984년 4월 27일 : 개교식
- 1987년 2월 13일 : 제1회 졸업식(692명)
- 2000년 3월 2일 : 학교 급식 개시
- 2002년 9월 2일 : 정보관 개관
- 2022년 3월 2일 : 제14대 양하승 교장 취임
- 2023년 1월 5일 : 제37회 졸업식(127명, 총 11,342명)

## 참고 자료
- 북악중학교 - 한국교육학술정보원 학교알리미